# Bandeira das Ilhas Marshall
A bandeira das Ilhas Marshall foi desenhada por Emlain Kabua, então primeira-dama do país em 1986.

## Cores

### Branco
Sol nascendo. Este é o apelido da cadeia Ratak. Também é pelo país ser pacífico.

### Laranja
Raio de sol. Este é o apelido da cadeia Ralik. Também pelo povo corajoso.

## Evolução

Bandeira dos Estados Unidos 1944-1979
Bandeira das Nações Unidas 1947-1965
Bandeira do Protectorado das Ilhas do Pacífico das Nações Unidas 1965-1987